# Milagros Menéndez
Milagros Menéndez (Mar del Plata, 23 maart 1997) is een Argentijns voetballer die als aanvaller speelt bij UAI Urquiza. Daarnaast komt zij uit voor het nationale vrouwenelftal van Argentinië.
Menéndez was een veelbelovend tennisser en karter, maar zij liet haar keuze toch vallen op voetbal. Ze sloot zich in 2016 aan bij UAI Urquiza, met wie ze in de seizoenen 2016, 2017/18 en 2018/19 kampioen werd van de Primera División. In 2019 maakte zij deel uit van de Argentijnse ploeg op het wereldkampioenschap voetbal in Frankrijk. Na twee wedstrijden op de bank te hebben gezeten, werd Menéndez door bondscoach Carlos Borrello ingebracht tijdens de wedstrijd tegen Schotland. Een kwartiertje later bracht ze de 3–0 achterstand terug met het eerste Argentijnse doelpunt van het WK. De uiteindelijke 3–3 was echter niet genoeg om door te gaan naar de achtste finales.